# Torsten Frings
Torsten Frings (født 22. november 1976) er en pensioneret tysk fodboldlandsholdsspiller. Han spillede 79 landskampe og scorede 10 mål. Han startede sin karriere i Alemannia Aachen, men kom i 1996 til Werder Bremen hvor han spillede i 5 år og fik 162 kampe. I 2002 gik turen til Borussia Dortmund og i 2004 skiftede han Bayern München. Her havde han dog ikke stor succes, og blev kun i 1 sæson inden han i 2005 vendte tilbage til Werder Bremen. Her spillede han indtil 2011 og fik 164 kampe. Frings blev annonceret som ny spiller i Toronto FC i 2011, og her spillede han 1 sæson inden han gik på pension.